# DE Egészségügyi Kar
Az egészségügyi főiskolai képzés 1990-ben indult el nyíregyházi központtal 2 szakon, 60 hallgatóval. 1996-ban alakult az intézmény Egészségügyi Főiskolai Karrá, és 2000-től tartozik az integrált Debreceni Egyetem karai közé, melynek képzési helye Nyíregyháza.
2002-től vezették be a kredit-rendszerű képzést és a Neptun nyilvántartási rendszert, 2007-ben tértek át az Egységes Tanulmányi Rendszer (ETR) alkalmazására, és 2008 nyarától egy új Neptun rendszert használnak.

## Képzések
Alapképzések
- Ápolás és betegellátás alapszak (ápoló, mentőtiszt, szülésznő szakirány)
- Egészségügyi gondozás és prevenció alapszak (védőnő szakirány)
- Egészségügyi szervező alapszak (egészségügyi ügyvitelszervező, egészségturizmus-szervező szakirány)
- Szociális munka alapszak

Mesterképzések
- Ápolás mesterképzés
- Egészségügyi Szociális Munka mesterképzés
- Szociális munka és szociális gazdaság (SOWOSEC)
- Szociális szakvizsga

Szakirányú továbbképzések
- Akut betegellátó
- Alkalmazott szociális gerontológia
- Egészségügyi rehabilitásicós menedzser
- Ifjúsági védőnő
- Interdiszciplináris közösségi munka
- Közösségi animátor
- Munkaerőpiaci tanácsadó

## Oktatási, tudományos, kutatási szervezeti egységek

### Tanszékek

#### Szociális és Társadalomtudományi Intézet
Rusinné Dr. Fedor Anita mb. intézetigazgató

##### Társadalomtudományi Tanszék
Dr. Fábián Gergely főiskolai tanár, dékán, tanszékvezető

##### Pszichológiai Tanszék
Dr. Kiss János főiskolai tanár, intézetigazgató, tanszékvezető

##### Szociális Munka Tanszék
Dr. Szoboszlai Katalin főiskolai docens

##### Idegennyelvi Részleg
Tilki Ágnes vezető nyelvtanár

##### Szociális Szakvizsga, Szak- és Továbbképzési Központ
Dr. Horváth László főiskolai docens, továbbképzési központvezető

##### Gerontológiai Koordinációs Központ
Dr. Semsei Imre tudományos főmunkatárs, központvezető

##### Az Intézet alap- és mester képzései
- Szociális munka alapszak
- Egészségügyi Szociális munka
- Szociális munka és szociális gazdaság

##### Az Intézet szakirányú továbbképzései
- Alkalmazott szociális gerontológia
- Interdiszciplináris közösségi munka
- Közösségi animátor
- Munkaerőpiaci tanácsadó
- Addiktológiai konzultáns

##### Az Intézet felsőfokú szakképzései
- Szociális munka felsőoktatási szakképzés - szociális munka asszisztens szakirány
- Szociális munka felsőoktatási szakképzés - ifjúságsegítő asszisztens szakirány

#### Egészségtudományi Intézet
Dr. Ködmön József főiskolai docens, intézetigazgató, tanszékvezető

##### Elméleti Egészségtudományi Tanszék
Dr. Kalapos István főiskolai tanár, tanszékvezető

##### Sürgősségi és Oxiológiai Tanszék
Dr. Lőrincz István egyetemi docens, tanszékvezető

##### Védőnői Módszertani és Népegészségtani Tanszék
Dr. Kósa Zsigmond főiskolai tanár, tanszékvezető

##### Egészségügyi Informatikai Tanszék
Dr. Ködmön József főiskolai docens, intézetigazgató, tanszékvezető

##### Ápolástudományi Tanszék
Dr. Sárváry Attila főiskolai tanár, tanszékvezető

##### Regionális Egészségügyi Továbbképző Központ
Dr. Kósa Zsigmond főiskolai tanár, tanszékvezető, központvezető

##### Az Intézet alap- és mester képzései
- Ápolás és betegellátás alapszak
- Ápolás mesterképzés
- Egészségügyi Gondozás és Prevenció alapszak
- Egészségügyi szervező alapszak

##### Az Intézet szakirányú továbbképzései
- Akut betegellátó
- Egészségügyi rehabilitációs menedzser
- Ifjúsági védőnő

## Kapcsolat
4400 Nyíregyháza, Sóstói u. 2-4
http://foh.unideb.hu